# Diabantia minima
Diabantia minima es una especie de mantis de la familia Thespidae.

## Distribución geográfica
Se encuentra en Brasil y Colombia.